# H.M. Pulham, Esq.
H.M. Pulham, Esq. (bra: Sol de Outono) é um filme norte-americano de drama lançado em 1941. Dirigido por King Vidor e estrelado por Hedy Lamarr, Robert Young e Ruth Hussey. Baseado no romance H. M. Pulham, Esq. de John P. Marquand, o filme é sobre um empresário de meia-idade que viveu uma vida conservadora de acordo com as convenções rotineiras da sociedade, mas que ainda se lembra da bela jovem que uma vez o tirou de sua concha.
Vidor co-escreveu o roteiro com sua esposa, Elizabeth Hill Vidor. Em fevereiro de 2020, o filme foi exibido no 70º Festival Internacional de Cinema de Berlim, como parte de uma retrospectiva dedicada à carreira de King Vidor.

## Enredo
Harry Moulton Pulham é um tradicional empresário de meia-idade de Boston com uma rotina diária muito específica. Ele tem uma esposa, Kay, com quem estabeleceu um relacionamento tranquilo, mas sem paixão. Mas nem sempre foi assim. Quando Harry é sobrecarregado com a tarefa de organizar uma reunião universitária de 25 anos, ele tem um flashback que o leva a relembrar os eventos de mais de 20 anos atrás. 
Após o fim da Primeira Guerra Mundial, Bill King, seu colega de faculdade de Harvard, o ajuda a encontrar um emprego em uma agência de publicidade em Nova York, onde se apaixona, retribuído, por um colaborador bonito, animado e independente, Marvin Myles; no entanto, ela não está inclinada a se casar e ele não consegue imaginar um lugar diferente para morar do conformista Boston: então eles rompem o relacionamento. Mais tarde Harry se casa com uma mulher de seu próprio meio social e com sua própria mentalidade, também atendendo aos desejos de seus pais. Mas depois de todos esses anos, Harry se sente profundamente insatisfeito com essa monotonia.
No café da manhã, ele pede à esposa que saia imediatamente com ele para reacender seu amor, mas Kay rejeita a ideia, julgando-a impraticável e absurda. Harry então liga para Marvin convencendo-a a se ver novamente depois de vinte anos e vai para seu apartamento. A paixão parece ressurgir, mas o telefone toca e o homem percebe que ela também é casada. Ambos percebem que infelizmente não podem mais recuperar o passado. Depois de se despedir de Marvin, Harry volta para casa para sua esposa, que lhe diz que decidiu ir embora com ele, como ele pediu naquela manhã, mas agora é Harry quem acha isso impraticável; Mas Kay cancelou todos os compromissos e já colocou as malas no carro. Harry será persuadido a tirar férias felizes com sua esposa.

## Elenco
- Hedy Lamarr como Marvin Myles Ransome
- Robert Young como Harry Moulton Pulham
- Ruth Hussey como Cordelia 'Kay' Motford Pulham
- Charles Coburn como John Pulham
- Van Heflin como Bill King
- Fay Holden como Sra. John Pulham
- Bonita Granville como Mary Pulham
- Douglas Wood como Sr. 'J. T.' Bullard
- Charles Halton como Walter Kaufman
- Leif Erickson como Rodney 'Bo-Jo' Brown
- Phil Brown como Joe Bingham
- David Clyde como Hugh, o mordomo
- Sara Haden como Miss Rollo, secretária de Harry
- Ava Gardner como jovem socialite (não creditada)
- Anne Revere como Secretária de John, Miss Redfern (não creditada)